# 神奈川中央交通横浜営業所
神奈川中央交通横浜営業所（かながわちゅうおうこうつうよこはまえいぎょうしょ）は、神奈川県横浜市栄区上郷町にある神奈川中央交通の営業所。営業所略号は「よ」で、最寄り停留所名は「本郷車庫前」。
主に港南台駅・大船駅東口を発着するバス路線を所管する。また、神奈中の路線では最南東の金沢八景駅へも乗り入れる。
かつては港南区の笹下（ささげ）に営業所本所、戸塚区（現・栄区）の本郷に操車所を置く形であったが、2001年に営業所本所の機能を本郷へ移転して笹下車庫を閉鎖した。また笹下車庫廃止と前後して、上大岡駅周辺路線を中心に舞岡営業所へ所管路線を移管し、当営業所の担当エリアは狭まっている。

## 概要

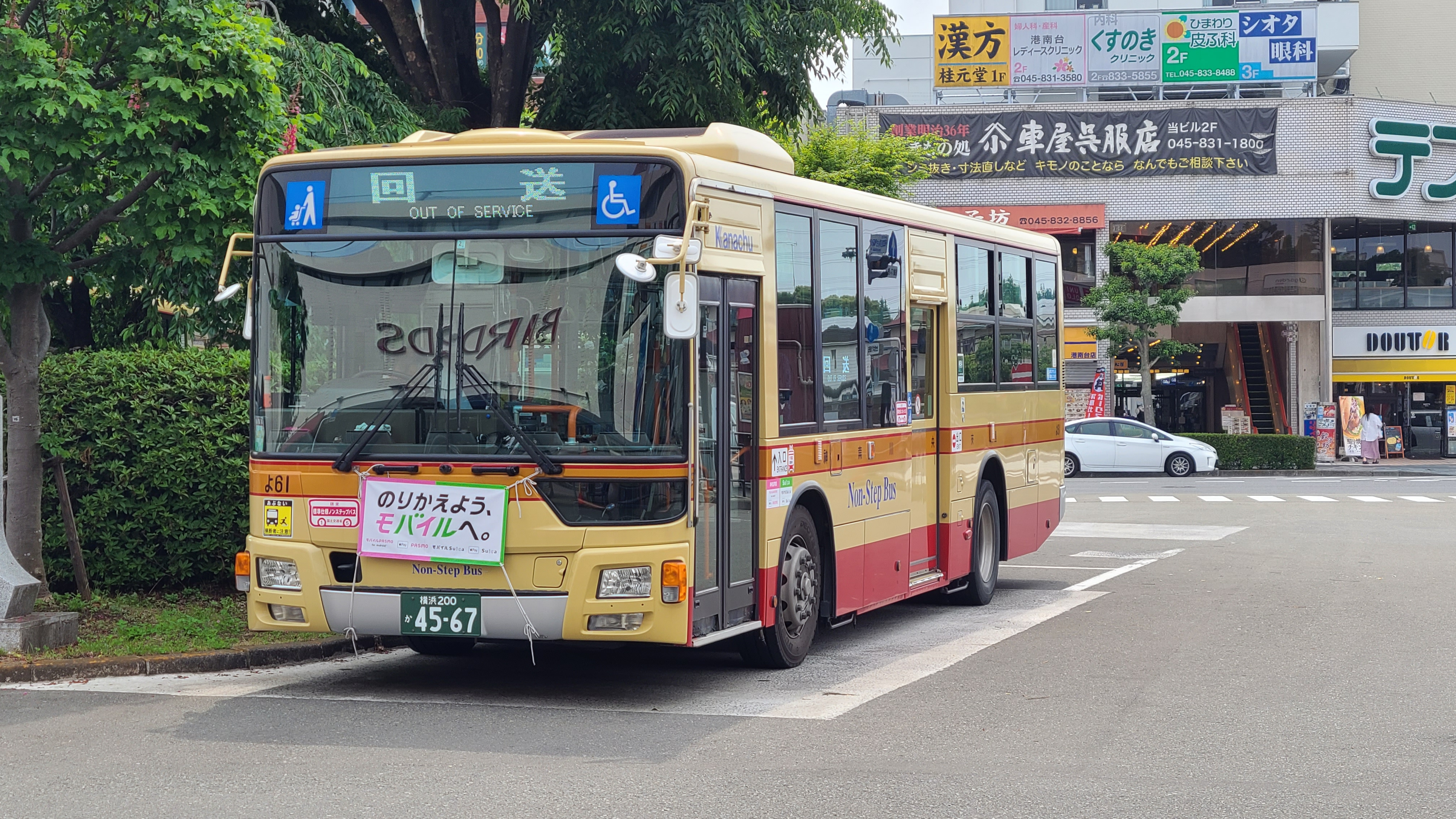
横浜営業所所属車両 (よ61)

1921年（大正10年）に開業したバス車庫をルーツとする、神奈川中央交通のバス営業所の中でも非常に古い歴史を持つ営業所である。戦時統合による東京急行電鉄（大東急）への統合と大東急解体を経て、1951年に神奈川中央交通の営業所となる。1954年に移転して笹下車庫となり、1963年に本郷出張所（のち本郷操車場）が竣工した。2001年に本郷操車所（本郷車庫）に営業所機能を移転して笹下車庫を閉鎖した。
1980年代に神奈川中央交通が夜行高速バスに参入してからは、横浜市内の営業所であることから夜行高速バスの車両基地と位置づけられ、夜行高速路線用の車両が配置されていた。2000年代に夜行高速バスを湘南神奈交バスへ移管した後は、自社の夜行高速バスの配置はなくなったが、共同運行相手の事業者の高速車は当営業所を横浜側の基地として入庫する。

### 系統番号の付番法則
かつては横浜営業所の担当路線の系統番号部分は、重複がないように設定されていた。このルールは舞岡営業所・大和営業所の担当路線にも影響があった。基本的なルールは以下の通り。
- 0・10番台：大船駅・戸塚駅発着（井土ヶ谷・上大岡・県庁入口方面行き）
- 20番台：本郷台駅・金沢八景駅発着
- 30番台：港南台駅発着
- 40番台：横浜駅 - 戸塚駅（かつては横43の横浜担当便が存在）
- 50番台：横浜市北部方面路線
- 60・70番台：上大岡駅発着
- 80・90番台：港南台駅発着（桂台方面・永谷方面）

上31・本41などの例外もあり、本01や船24についてはルールから外れた付番となる。なお、上31については「31番」の重複はなかった。

## 沿革
- 1921年6月5日 - 相武自動車株式会社の車庫として開業。
- 1937年1月 - 相武鶴屋自動車株式会社の車庫となる。
- 1939年6月16日 - 東海道乗合自動車株式会社の車庫となる。
- 1944年6月16日 - 神奈川中央乗合自動車株式会社の弘明寺営業所となる。
- 1951年6月29日 - 神奈川中央交通の営業所となる。
- 1954年12月21日 - 南区笹下町（現・港南区港南中央通12-29）へ移転。整備工場が竣工。
- 1963年12月25日 - 本郷出張所が竣工。
- 1986年7月9日 - 本郷操車所の社屋を建て替え。
- 1990年3月26日 - 管内で神奈中バスカード利用開始。
- 1994年10月1日 - 管内でバス共通カードに対応。
- 1995年 - 横浜市の政策により本01（金井循環）を新設（路線については#廃止路線を参照）。
- 2001年
  - 12月16日 - 本郷操車所（本郷車庫）に営業所機能を移転し、笹下車庫を閉鎖。横61・64を港南台駅発着に変更して港61・港64とする。
  - 月日不明 - 管内全路線が前乗り・運賃前払い方式となる。
- 2005年 - 支払い方式を両替式から釣銭方式に変更。
- 2006年3月27日 - 横浜市営バスから138・139系統を全面移管される。
- 2008年
  - 8月22日 - 船02（大船駅 - 県庁入口）を廃止し、翌日より船20へ変更。
  - 11月3日 - 管内全路線でPASMO運用開始[1]。
  - 12月26日 - 本01（本郷台駅 - 金井循環）を廃止[2]。
- 2009年4月1日 - 上郷高校停留所を「横浜栄高校」、港南台高校正門前停留所を「港南台西公園」へ名称変更。
- 2010年3月1日 - 管内全路線でGPSによるバスロケーションシステムを導入。
- 2018年11月 - 一部車両の行先表示器の白色LED化開始。横浜市内における白色LED改造は舞岡営業所、中山営業所に次いで3例目。
- 2020年
  - 5月27日 - 大船方面の「笠間一丁目」停留所を廃止。
  - 8月24日 - 上06・金24・港33・37および138系統の深夜バスを廃止。また、港南台駅発着の横浜栄高校前経由が平日のみの運行となる。
- 2021年
  - 8月16日 - 大船駅発の船19を廃止（朝発の港南台駅発便は存続）。同時に船91が深夜バスから通常路線へ変更される。
- 2024年
  - 3月16日 - 大船駅発着の船13系統、船91系統及び上大岡駅発着の上68系統を廃止。港64系統の土曜・休日運行分の廃止。
  - 8月23日 - 64系統および港64系統を廃止

## 現行路線

### 港南台駅 - 上大岡駅 - 横浜駅方面

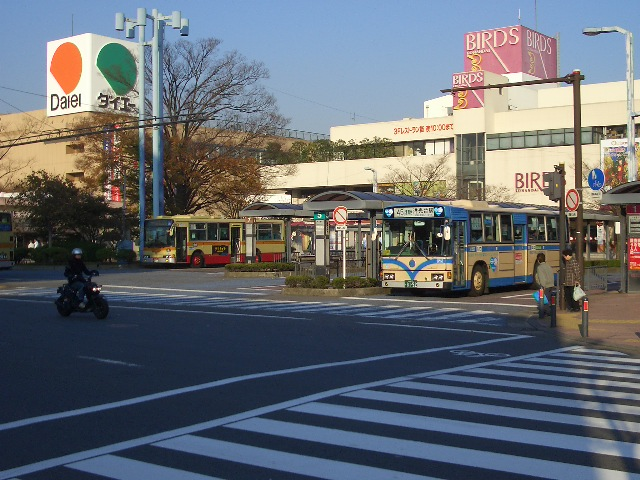
港南台駅バスターミナル（2004年11月）

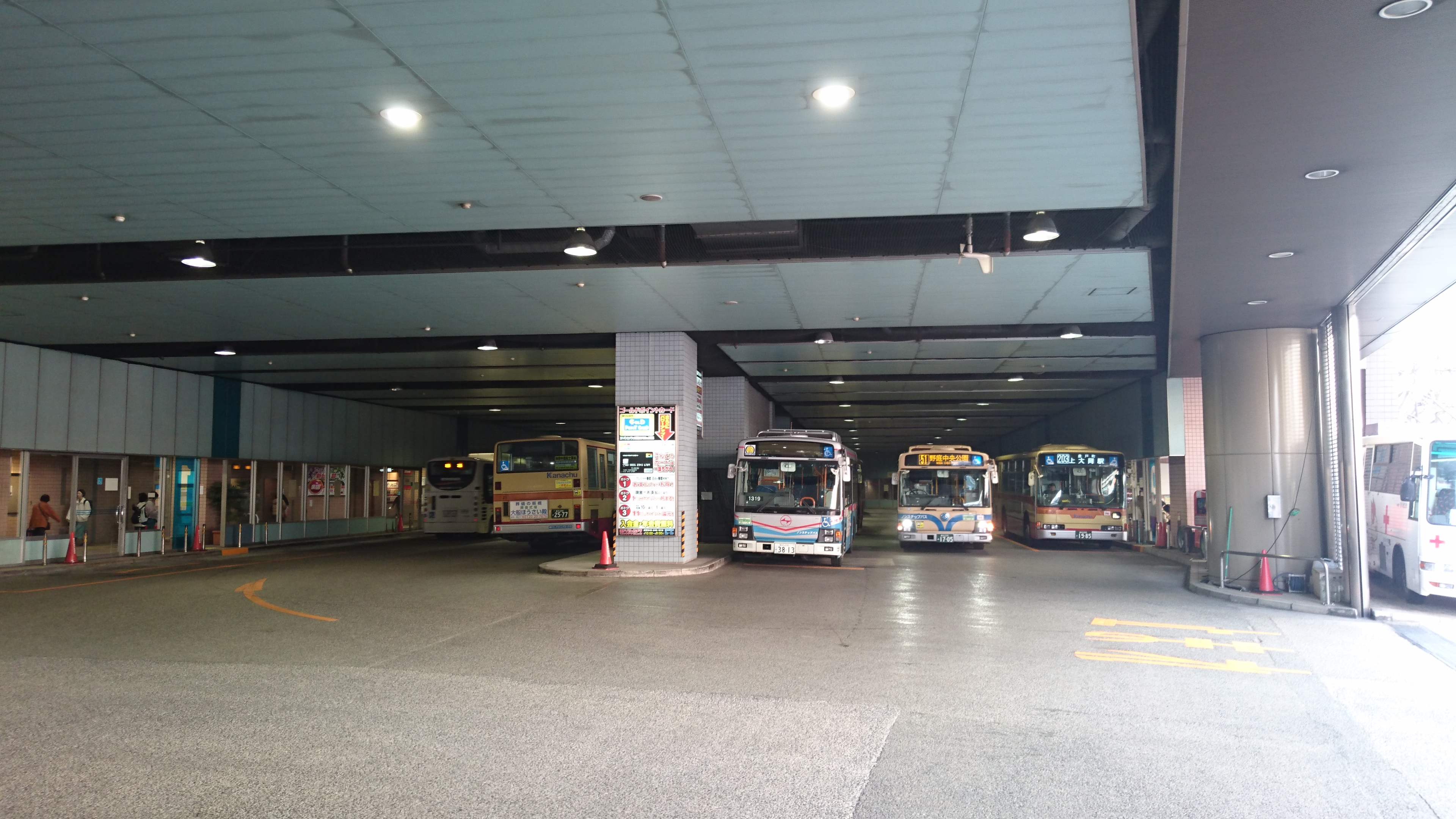
上大岡駅バスターミナル（2019年3月）

- 上32：港南台駅 -日野 - 吉原 - 上大岡駅
- 港61：港南台駅 - 日野 - 吉原 - 上大岡駅 - 弘明寺 - 吉野町駅前 - 羽衣町 - 桜木町駅前 - 横浜駅東口
- 港95：港南台駅 → 日野 → 上永谷駅 → 芹が谷 → 上大岡駅（土曜・休日運休）

港南台駅から桜木町駅および横浜駅方面へ向かう路線群で横浜営業所の主力路線である。中心となる港61は2001年12月16日の笹下車庫閉鎖時に、前身である横61（横浜駅 - 吉野町駅 - 上大岡駅 - 港南区役所・笹下町）を延伸する形で開業したもので、横浜営業所では唯一の横浜駅乗り入れ路線である。清水橋 - 桜木町駅間で船20（大船駅 - 桜木町駅）、吉野町駅前 - 横浜駅間で横43・44（横浜駅 - 戸塚駅）と並走しながらも1時間に1便が運行される。
港95は、港南台駅よりこの路線のルート上にある神奈川県立永谷高等学校に通学する学生の為に運行されており、鎌倉街道の日野立体交差点を左折して上永谷駅を経由して往路1便が平日早朝に設定されている。

### 港南台駅 - 北桂台経由桂台循環
- 港33：港南台駅 - 中野町 - 紅葉橋 - 上之 - 犬山 - 桂台中央
- 港39：港南台駅 - 中野町 - 本郷車庫前（土曜・休日運休）
- 港83：港南台駅 - 横浜栄高校前 - 紅葉橋 - 上之 - 犬山 - 桂台中央（土曜・休日運休）
- 港84：港南台駅 - 横浜栄高校前 - 紅葉橋 - 上之 - 犬山 - 桂台中央 - 北桂台（土曜・休日運休）
- 港87：港南台駅 → 中野町 → 北桂台 → 桂台中央 → 犬山 → 上之 →  紅葉橋 → 中野町 → 港南台駅
- 港88：港南台駅 → 中野町 → 紅葉橋 → 上之 → 犬山 → 桂台中央 → 北桂台 → 中野町 → 港南台駅
- 港90：港南台駅 - 中野町 - 紅葉橋 - 上之 - 犬山 - 桂台中央 - 北桂台

港南台駅から桂台方面へ向かう路線群で、尾月・上郷小学校を経由せずに北桂台経由で運行される。中心は循環路線の港87・88で、午前中が北桂台先回りの港87、午後は紅葉橋先回りの港88で運行される。港88の運転終了後の夜間は駅まで戻らず北桂台で運転を打ち切る港90で運行される。2012年10月15日のダイヤ改正で港87・88の一部が尾月経由の港81・82に置き換えられ、北桂台非経由へ経路変更が行われた。そのため、港33・83の一部を北桂台へ延伸（港84・90）して利便性を確保している。

### 港南台駅 - 尾月経由桂台循環
- 港31：港南台駅 - 中野町 - 尾月 - 桂台中央（土曜・休日運休）
- 港81：港南台駅 → 中野町 → 尾月 → 桂台中央 → 犬山 → 上之 → 紅葉橋 → 中野町 → 港南台駅
- 港82：港南台駅 → 中野町 → 紅葉橋 → 上之 → 犬山 → 桂台中央 → 尾月 → 中野町 → 港南台駅

2012年10月15日のダイヤ改正で港33・87・88の一部を振り替える形で新設された。上記の北桂台経由の反対で、尾月経由で運行される。

### 港南台駅 - 庄戸循環
- 港35：港南台駅 → 中野町 → 光明寺 → 庄戸 → 庄戸五丁目 → 庄戸
- 港35：庄戸 → 光明寺 → 中野町 → 港南台駅
- 港55：港南台駅 → 中野町 → 光明寺 → 庄戸 → 庄戸五丁目 → 庄戸 → 光明寺 → 中野町 → 港南台駅
- 港85：港南台駅 - 横浜栄高校前 - 光明寺 - 庄戸（土曜・休日運休）
- 港85：庄戸 → 八軒谷戸 → 光明寺 → 横浜栄高校前 → 港南台駅（土曜・休日運休）

2009年2月23日に新設された、港南台駅から南部の庄戸地区を反時計回りに循環運行する路線である。ただし数便は港35として港南台駅から庄戸方面へ向かい、庄戸地区を一周して二度目の庄戸で運行を打ち切る。港85は平日復路の初便のみ八軒谷戸を経由する。かつては土曜も早朝に運行されていたが、現在は平日のみ運行される。

### 港南台駅 - 上郷ネオポリス方面
- 港36：港南台駅 - 中野町 - 光明寺 - 上郷ネオポリス
- 港37：港南台駅 → 中野町 → 光明寺 → 庄戸 → 八軒谷戸 → 上郷ネオポリス
- 港40：港南台駅 - 中野町 - 光明寺 - 上郷ネオポリス - 栄プール
- 港86：港南台駅 - 横浜栄高校前 - 光明寺 - 上郷ネオポリス（土曜・休日運休）

港南台駅から上記の庄戸循環と同様に南へ進み、上郷西ヶ谷住宅南側にある大和ハウスの分譲住宅団地「上郷ネオポリス」へ向かう路線群である。港36が終日メインで運行され、日中時間帯のうちの3便は上郷ネオポリスの一つ先である栄プール（横浜市営プール）まで向かう。栄プールは2020年3月をもって閉鎖されたものの、これに伴う停留所名変更や路線再編などは行われなかったが、2020年8月24日のダイヤ改正で栄プール発着から上郷ネオポリス発着へ短縮された。その後、2021年1月13日に港40として、日中3往復が栄プール発着として復活した。港37は庄戸地区経由の片道運行で、港35・55の運行終了後に庄戸地区の補完として運行される。

### 港南台駅 - みどりが丘方面
- 港93：港南台駅 → 中野町 → 光明寺 → みどりが丘 → みどりが丘東
- 港93：みどりが丘 → みどりが丘東 → 光明寺 → 中野町 → 港南台駅

2003年に廃止された港94（港南台駅 - みどりが丘 - 金沢八景駅）の区間便で、往路はみどりが丘経由でみどりが丘東まで、復路はみどりが丘始発でみどりが丘東を経由して港南台駅へ戻る運行形態となっている。1時間1便が確保され、全便が中野町経由となる。

### 大船駅 - 上大岡駅・桜木町駅方面
- 船05：大船駅 - 笠間十字路 - 天神橋 - 日野 - 吉原 - 上大岡駅
- 船20：大船駅 - 笠間十字路 - 天神橋 - 日野 - 吉原 - 上大岡駅 - 弘明寺 - 吉野町駅前 - 羽衣町 - 桜木町駅前
- 上06：天神橋 → 日野 → 吉原 → 上大岡駅
- 上06：上大岡駅 → 吉原 → 日野 → 天神橋（平日運休）

メインとなる船20は、かつて運行されていた船02（大船駅 - 上大岡駅 - 県庁入口）を桜木町駅発着へ変更したものである。本数も休日1往復から毎日運行へ拡大、本数も毎時3便が確保されているが、長距離路線であるため桜木町駅方向の終車は19時台と早くなっており、それ以降に上大岡駅から桜木町駅方面を走る便は前述の港61となる。船05は、朝夜に数便が運行される区間便で、江ノ電バスと全線で並走している上に系統番号も共有しているが共通定期券の取り扱いは行っておらず、掲示されている時刻表も別々となっている。江ノ電バスは大船駅 - 上大岡駅方向の路線で「船05」を採用しているが、神奈川中央交通の「船05」は全日とも早朝・夜間のみの運行に限られており、それ以外の時間帯は江ノ電バスが運行する。
上06は、出入庫を兼ねた区間便で上大岡駅方向は毎日早朝、天神橋方向は土曜・休日夜間のみ運行される。なお、かつては横浜市営バス・港南営業所により同一区間を結ぶ40系統が存在した。

### 大船駅 - 本郷車庫・金沢八景駅方面

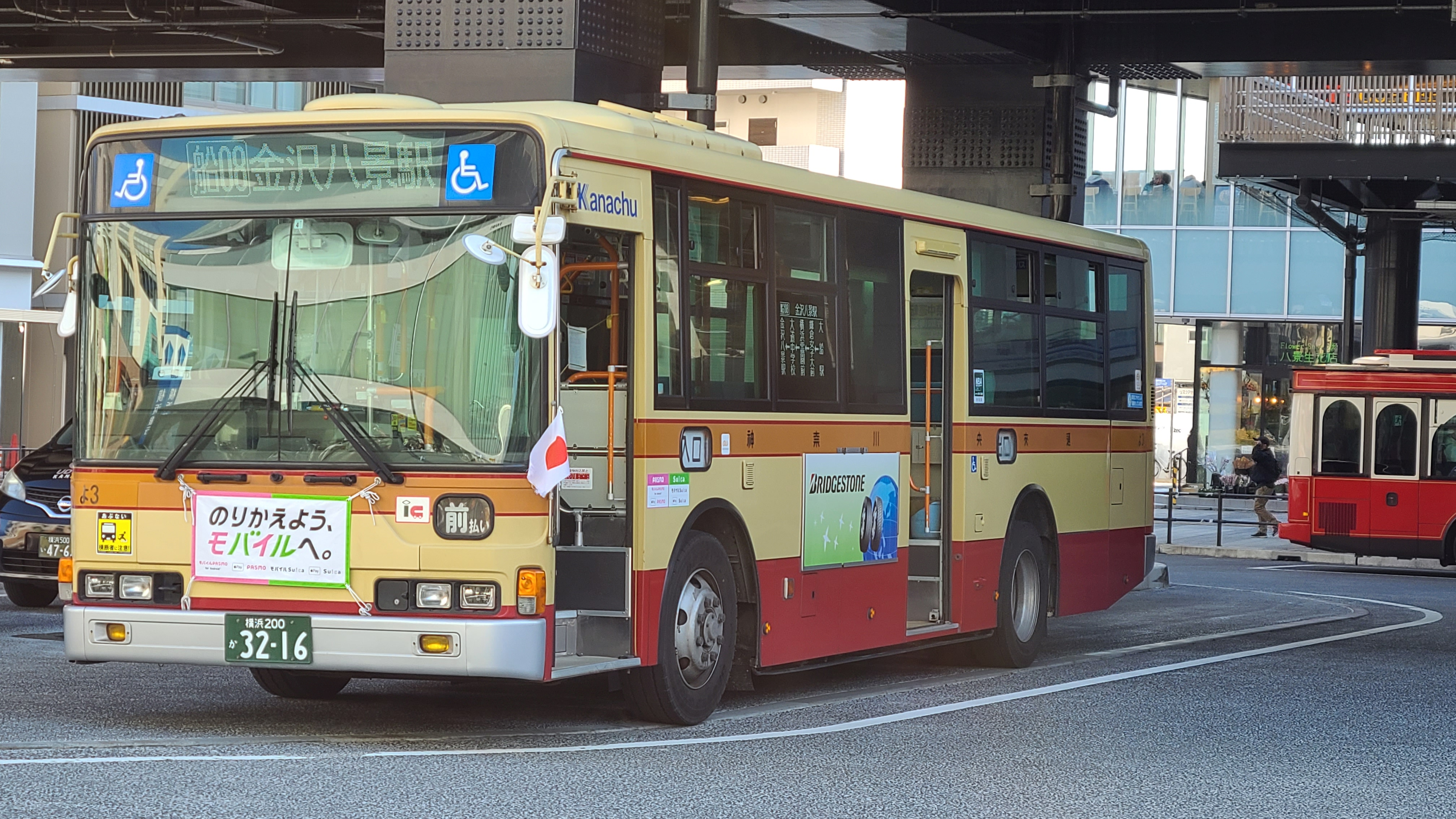
金沢八景駅バスターミナルで待機する船08 (よ3)

- 船07：大船駅 - 笠間十字路 - 天神橋 - 本郷車庫前 - 上郷ネオポリス - 栄プール
- 船08：大船駅 - 笠間十字路 - 天神橋 - 本郷車庫前 - 相武隧道 - 朝比奈 - 金沢八景駅
- 船09：大船駅 → 笠間十字路 → 天神橋 → 本郷車庫前 → みどりが丘 → みどりが丘東
- 船09：みどりが丘 → みどりが丘東 → 本郷車庫前 → 天神橋 → 笠間十字路 → 大船駅
- 船15：大船駅 - 笠間十字路 - 天神橋 - 本郷車庫前

大船駅から本郷車庫経由で各地へ向かう路線群で、みどりが丘へ向かう船09は前述の港93と同様に、往路はみどりが丘経由でみどりが丘東まで、復路はみどりが丘始発でみどりが丘東を経由して大船駅へ向かう運行形態となっている。船07は早朝に栄プール方向が1便運行され、大船駅方向は平日日中から夕方にかけてと、土曜・休日の夕方に1便が運行される。前述の通り、栄プールは2020年3月をもって閉鎖されたものの、これに伴う停留所名称変更および路線再編などは行われていなかったが、2020年8月24日のダイヤ改正で栄プール発着から上郷ネオポリス発着へ短縮されたのち、2021年1月13日に栄プールまでの運行が復活した。
船08は環状4号線（原宿六浦線）をひたすら走り続ける路線である。日中時間帯は1時間あたり2-3本の運行で、環状4号線を走る路線では比較的長距離にあたるために本郷車庫前（神奈中車庫前交差点）付近と横浜横須賀道路朝比奈インター付近では長距離の渋滞に巻き込まれやすい。船15は出入庫路線であるが本数は少なく、運行時間は8時～16時までである。

### 大船駅 - 桂台方面
- 船11：大船駅 - 笠間十字路 - 天神橋 - 桂台中央 - 犬山 - 上之

1973年に新設された路線で、平日は深夜バスが設定されている。終点の上之停留所付近には折返場はないが、近くに本郷車庫があるため到着した車両は全て回送で入庫する。逆も同じパターンで本郷車庫を回送で出庫し、上之から営業運行に入る。このため大船駅発着便の出入庫便としても機能している。かつては桂台中央止まりの船12も存在したが、2003年の再編で廃止されている。

### 大船駅 - 公田団地方面
- 船16：大船駅 → 笠間十字路 → 天神橋 → 公田団地 → 本郷車庫前
- 船17：大船駅 - 笠間十字路 - 天神橋 - 公田団地

大船駅から公田（くでん）団地方面へ向かう路線群である。
メインで運行されるのは船17である。船16は夜間の大船駅発のみ運行される出入庫便で、以前は本郷車庫前行きが存在しており、本郷小学校前（大船方面）の停留所には2021年11月現在も形跡が残存している。

### 大船駅 - 湘南ハイツ方面
- 船14：大船駅 - 笠間十字路 - 朝日平和台入口 - 湘南ハイツ
- 船24：大船駅 → 笠間十字路 → 朝日平和台入口 → 湘南ハイツ → 荒井沢公園 → 朝日平和台入口 → 笠間十字路 → 大船駅
- 船24：大船駅 → 笠間十字路 → 朝日平和台入口 → 湘南ハイツ → 荒井沢公園 → 公田ハイツ前
- 船24：湘南ハイツ → 荒井沢公園 → 朝日平和台入口 → 笠間十字路 → 大船駅

2001年に新設された。鎌倉女子大前まで他路線と並走し、その先を右折して湘南・公田ハイツ方面へ向かう循環路線である。
朝のみ船14で運行し、それ以降は船24で運行される。一部便は出入庫のため循環運転せずに公田ハイツ前終着、湘南ハイツ始発となる便が存在する。
船24は、船14を延伸して反時計回りの循環路線としたものである。なお「船24」の系統番号は、戸塚営業所が所管する大船駅 - ドリームランド（現：俣野公園・横浜薬大前）でも使用されており、現在も系統番号が重複している（先に使用を開始したのはドリームランド線）。

### 本郷台駅 - 公田団地・小山台方面
- 本21：本郷台駅 - 栄区役所 - 天神橋 - 公田団地
- 138：本郷台駅 - 小山台 - 日野南中学校 - 港南台駅
- 139：本郷台駅 - 小山台 - 日野 - 吉原 - 上大岡駅

本21は日中のみ毎時1本運行される。かつては平日は終日運転されていた。138・139系統は、環状3号線開通時に、循環線である港38・上39を本郷台駅まで延伸した路線で、系統番号も共同運行相手の横浜市営バス港南営業所に合わせて変更された。また共通定期券の取り扱いがあった。なお、横浜市営側は均一制運賃区間外（原 - 本郷台駅間）によって運行される数少ない路線でもあった。
2006年3月27日に全便移管された後も系統番号はそのままである。

### 金沢八景駅 - 上郷ネオポリス方面
- 金24：金沢八景駅 - 朝比奈 - 上郷 - 庄戸入口 - 庄戸 - 上郷ネオポリス
- 金25：金沢八景駅 - 朝比奈 - 上郷 - 上郷ネオポリス（土曜・休日運休）
- 金28：金沢八景駅 - 朝比奈 - 上郷 - 本郷車庫

京急本線金沢八景駅から上郷ネオポリス方面へ向かう路線で、金24は庄戸経由で運行される。金25は2017年3月26日のダイヤ改正で土曜・休日運休となった。運行本数はあまり多くなく、両方合わせて約90分に1本程度となっている。金28は早朝と夜間のみの運行で金沢八景側の出入庫便で、1日1-2便の運行と極めて少ない。

## 廃止・移管路線

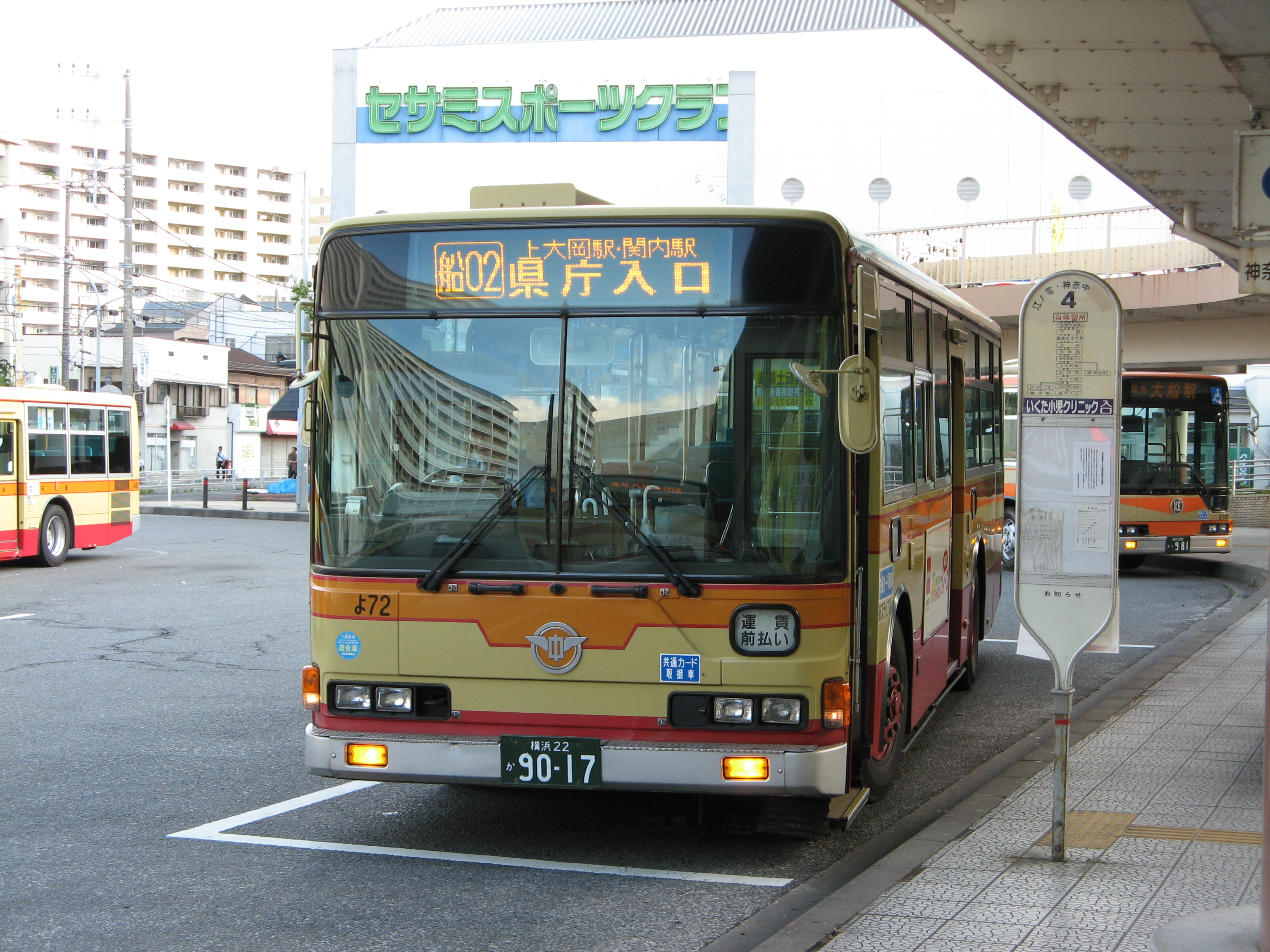
2008年に廃止された船02

停留所名称は廃止当時のまま記述する。

### 移管路線
舞岡営業所への移管は、大きく分けて以下の2回となる。
1. 1999年8月29日の横浜市営地下鉄ブルーライン湘南台駅開業によって、同年9月13日に戸塚営業所管内を中心に路線再編が実施されたことによるもの。戸塚駅から泉区・瀬谷区方面の路線が戸塚営業所へ移管され、舞岡営業所に余裕ができたことから東戸塚駅発着系統を移管した。
2. 2001年12月16日の笹下車庫閉鎖による再編で、横浜市北部方面路線を本郷車庫が担当するのは距離が遠すぎるため、舞岡営業所へ移管したもの。笹下車庫が中心となって担当していた30・71系統および上31（初代）などの港南区を走る路線も舞岡営業所へ移管されたが、一部は本郷車庫担当分も残され、2003年まで横浜営業所が担当した。

以下の路線のうち、横43・戸03・上07については以前より大半が舞岡営業所担当で、横43は最終便、戸03は早朝の戸塚方面、上07は早朝・夜間のみ横浜営業所笹下車庫が担当していた。横43については1990年代後半に横浜営業所が担当を離れ、その他は笹下車庫閉鎖とともに担当を離れた。69系統は1970年代までは横浜営業所の担当だったが、1980年代までに舞岡営業所へ移管されたものの、早朝夜間の便は横浜営業所も一部担当した。
- 横43：戸塚駅東口 → 国道平戸 → 弘明寺口 → 井土ヶ谷 → 吉野町駅 → 横浜駅東口

笹下時代に早朝・夜間のみ担当していたが、舞岡営業所へ移管された。
- 横51：横浜駅西口 - 緑車庫 - 中山駅
- 横52：横浜駅西口 - 川井宿 - 中山駅

舞岡営業所へ移管後、大和営業所への再移管を経て現在は中山営業所の担当である。
- 中50：中山駅 - 川和町 - 市が尾駅
- 中53：中山駅 - 川井宿 - 鶴ヶ峰駅

舞岡営業所へ移管後、大和営業所への再移管を経て現在は中山営業所の担当である。
- 30：上大岡駅 - 吉原 - 上永谷駅 - 芹ヶ谷 - 上大岡駅

横浜担当便は笹下車庫廃止後も2003年まで残っていたが、現在は全て舞岡に移管され、区間便等のバリエーションも増えている。
- 62：横浜駅西口 -（急行）- 千丸台団地

舞岡へ移管後、中山へ再移管された。
- 上202：上大岡駅 - 南高校 - 平戸 - 東戸塚駅
- 69：上大岡駅 - 芹ヶ谷 - 平戸 - 戸塚駅東口
- 71：上大岡駅 - 南高校 - 芹ヶ谷 - 上大岡駅
- 203：東戸塚駅 - 平戸 - 芹ヶ谷 - 上大岡駅
- 204：東戸塚駅 - 平戸 - 上永谷駅 - 吉原 - 上大岡駅

1999年9月13日、舞岡営業所へ移管された。69系統と204系統は舞岡移管後に廃止されている。
- 上07：上大岡駅 - 南高校 - 平戸 - 戸塚駅東口
- 上31：上大岡駅 - 吉原 - 芹ヶ谷 - 上大岡駅

舞岡へ移管後に廃止された。上31は廃止後に系統番号のみ再利用されている。
- 戸03：県庁入口 → 吉野町駅 → 井土ヶ谷 → 弘明寺口 → 国道平戸 → 戸塚駅東口
- 戸04：戸塚駅東口 - 平戸 - 南高校 - 上大岡駅 - 吉野町駅 - 県庁入口

舞岡へ移管されたが、戸03は県庁入口のみ降車専用停留所として往復運行しており、戸04は廃止されている。

### 廃止路線
- 横54：横浜駅西口 - 岡野町 - 横浜駅東口

横浜駅西口と東口を南側の岡野町経由で結んでいたが、利用者減少によって2001年12月16日に廃止された。
- 横61：横浜駅東口 - 本町四丁目 - 吉野町駅 - 弘明寺 - 上大岡駅 - 港南区役所・笹下町

現在運行中の港61（港南台駅 - 横浜駅）の前身路線で、2001年12月16日の笹下車庫閉鎖によって港南台駅発着へ延伸した。最末期は舞岡営業所と共同運行していた。
- 港34：港南台駅 - 若竹町 - 本郷車庫 - 上之 - 犬山

1983年頃の港33（港南台駅 - 桂台中央）新設によって区間便となるが、1990年頃に上郷高校方面の路線が新設されたことで港84に代替廃止された。
- 港38：港南台駅 → 港南台高校正門 → 小山台 → 日野南小学校 → 港南台高校正門 → 港南台駅

138・139系統の前身で、港南台駅から西側の日野南地区を循環運行する路線。1998年に横浜市営バスとの共同運行化によって本郷台駅発着へ経路変更、系統番号も変更された。
- 64 : 上大岡駅 - 笹堀 - 屏風ヶ浦駅前 - 磯子駅
- 港64：港南台駅 - 日野 - 吉原 - 上大岡駅 - 笹堀 - 屏風ヶ浦駅前 - 磯子駅

港64系統は港南台駅から港南台入口間を除いて横浜市営バス港南営業所の64系統と並走しており、笹下車庫を発着していた頃は共通定期券の取扱いも行っていたが、車庫閉鎖・路線延伸と同時に取り扱いを終了した。平日のみで運行されていたが、2024年8月23日の運行をもって廃止された。
- 港84（初代）：港南台駅 - 上郷高校 - 犬山

2006年12月1日のダイヤ改正で港83（港南台駅 - 犬山 - 桂台中央）へ統合廃止された。
- 港89：港南台駅 - 若竹町 - 桂台中央 - 犬山 - 上之
- 港92：港南台駅 - 清水橋 - 吉原 - 上大岡駅 - 最戸町 - 芹ヶ谷 - 平戸 - 上永谷駅

上大岡駅経由で芹ヶ谷・永谷地区へ向かう路線だが、1992年に港96へ代替廃止された。
- 港94：港南台駅 - 若竹町 - 本郷車庫 - みどりが丘 - 上郷 - 朝比奈 - 金沢八景駅

港南台駅と金沢八景駅をみどりが丘経由で結ぶ路線だが、1日数便の運行に留まり、2003年9月1日に廃止された。
- 港96：港南台駅 - 日野 - 吉原 - 上大岡駅 - 最戸町 - 芹ヶ谷 - 平戸 - 東戸塚駅東口

1992年に港92の代替で新設されたが利用客が定着せず、1998年4月5日に廃止された。
- 船02：大船駅 - 天神橋 - 日野 - 上大岡駅 - 吉野町駅前 - 羽衣町 - 県庁入口

2008年8月23日のダイヤ改正で、桜木町駅発着へ変更すると同時に船20（大船駅 - 上大岡駅 - 桜木町駅）へ統合廃止された。
- 船10：大船駅 → 天神橋 → 本郷車庫 → 上郷ネオポリス

大船駅から上郷ネオポリスへのアクセス路線で、平日・土曜早朝に1便が運行された。2003年9月1日の廃止後は、船91（大船駅 → 公田団地 → 上郷ネオポリス）が深夜バスとしてのみ運行している。なお、2020年8月24日のダイヤ改正で船07が上郷ネオポリス発着へ短縮されたため、上記路線と同一経路となったが、系統番号は変更されなかった。
- 船12：大船駅 - 天神橋 - 北桂台 - 桂台中央

2003年9月1日に廃止された。

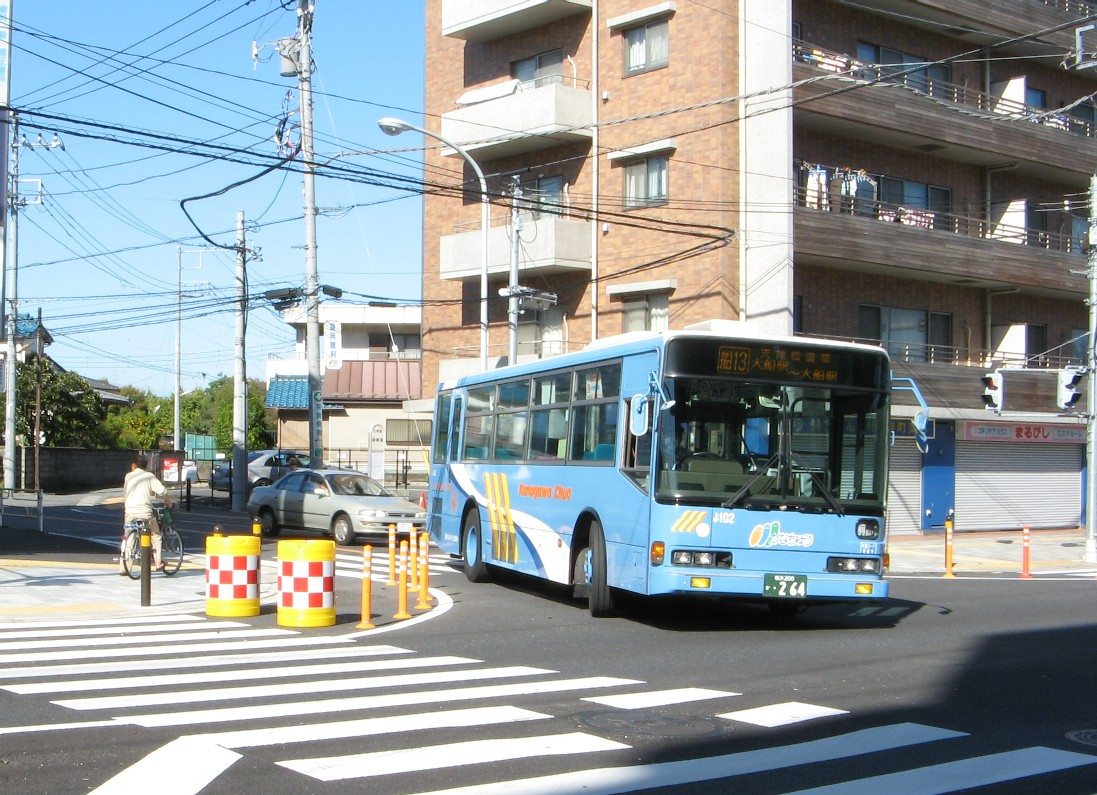
独自区間を経由する船13 (よ104)

- 船13：大船駅 → 笠間十字路 → 栄区役所 → 天神橋 → 栄区役所 → 公田 → 笠間十字路 → 大船駅（平日・休日運休）

船13は大船駅から栄区役所へ向かう路線として運行されていた。運用上は循環線とされていたが、運賃計算上は天神橋で打ち切って計算をしていた。JR根岸線全通前は区役所へのアクセス路線として多数運行されていたが、本郷台駅開業によって大幅に減便され、再末期は土曜13時台に1便が運行されていた。栄区役所から天神橋にかけて独自区間が存在しているが、この区間は本郷車庫からの出入庫にも使われている。
大船駅東口を発着するほぼすべての系統で代替ができること、および2024年4月から施工される労働時間の上限が改正されることによる乗務員が不足することが見込まれたため、2024年3月9日をもって運行を終了した。
- 船18：大船駅 - 栄区役所 - 本郷台駅

平日朝1便が運行されていたが、江ノ電バスの「鎌倉駅 - 本郷台駅」「大船駅 - 本郷台駅」と大船駅周辺を除く全線で重複しており、2003年9月1日に廃止された。
- 船91：大船駅 → 笠間十字路 → 天神橋 → 公田団地 → 本郷車庫前 → 上郷ネオポリス

大船駅から船16と同経路で公田団地・本郷車庫を経由し、そのさきは船07と同経路で上郷ネオポリスまでを結んでいた。もともと2021年8月まで深夜バスとして運行されていたが、同改正で運行時刻の繰り上げとともに一般路線化された。大船駅発着路線では唯一の既存路線と同様ではない経路を辿る路線だった。
2024年4月から施工される労働時間の上限が改正されることによる乗務員が不足することが見込まれたため、2024年3月9日をもって運行を終了し、船16に事実上の区間短縮が行われた。
- 上39：上大岡駅 → 吉原 → 日野 → 小山台 → 日野南小学校 → 清水橋 → 吉原 → 上大岡駅

上大岡駅から港南台駅西側の日野南地区を循環運行する路線で、港38と同様に138・139系統の前身である。1998年に横浜市営バスとの共同運行化によって本郷台駅発着へ経路変更、系統番号も変更された。
- 上63：笹下神奈中車庫 - 上大岡駅 - 吉野町駅 - 羽衣町 - 県庁入口

2001年12月16日の笹下車庫閉鎖と同時に運行を終えた。
- 上65：上大岡駅 - 最戸町 - 芹ヶ谷 - 平戸 - 上永谷駅 - 吉原 - 上大岡駅 - 吉野町駅前 - 羽衣町 - 県庁入口
- 上67：上大岡駅 - 南高校 - 上永谷駅 - 吉原 - 上大岡駅

30系統と71系統を組み合わせた路線だが、1990年代には廃止されている。
- 上68：上大岡駅 - 吉原 - 日野中央公園入口 - 西公園前 - 洋光台駅（平日・休日運休）

横浜市営バス111系統と同経路で洋光台駅までを結んでいた路線。市営との共通定期券の取扱いは行われていなかった。神奈中の路線で唯一の洋光台駅乗り入れ路線であった。再末期は土曜11時台に1往復のみの運行となっていたが、2024年4月から施工される労働時間の上限が改正されることによる乗務員が不足することが見込まれたため、2024年3月9日をもって運行を終了した。
- 上72：上大岡駅 - 港南区役所・笹下町

1990年代に廃止された。
- 東93：東戸塚駅東口 - 平戸 - 南高校 - 上大岡駅 - 吉野町駅前 - 羽衣町 - 県庁入口

かつて担当していた戸04の東戸塚駅発着便で、運行本数は平日・休日1本のみであり、免許維持路線的な性質が強かった。1998年4月5日に廃止された。
- 本01：本郷台駅 → 栄区役所 → 金井高校 → 長沼 → 飯島上町 → 本郷台駅（金井循環）

横浜市による政策路線として1995年に新設された。江ノ電バスとの共同運行で、平日13時台までと土曜・休日12時台までを神奈川中央交通、それ以降を江ノ電バスが運行していた。時計回りの片方向運行にもかかわらず本郷台駅を跨ぐ乗車ができなかった。2008年12月26日に廃止された。
- 本22：本郷台駅 - 栄区役所 - 天神橋 - 本郷車庫

本郷台駅発着路線の出入庫路線だが、2000年頃に廃止されて以降は全て回送となる。
- 本41：本郷台駅 - 栄区役所 - 平島 - 田谷 - 住友電工 - 大船駅西口

本郷台駅と栄区西部を結ぶ路線だが、1995年に本01へ代替廃止された。2021年現在、大船駅西口へ乗り入れていた唯一の横浜営業所の路線である。
- 金26：金沢八景駅 - 朝比奈 - 上郷 - 庄戸入口 - 庄戸

2014年7月28日に金24（金沢八景駅 - 庄戸 - 上郷ネオポリス）へ統合廃止された。

### そのほか
- 上29：上大岡駅 - 吉原 - 清水橋 - 港南台高校正門 - 港南台駅

鎌倉街道を清水橋交差点で曲がらずに直進し、その先の原乃橋で左折する経路だったが、実際には運行されず幻の路線となった。

## 車両
当営業所は、モノコックバスの時代は日産ディーゼル車の影響が強く、三菱ふそう車と日産ディーゼル車が半々で導入されていたが、神奈川三菱ふそう自動車販売が神奈中傘下となってからは、一般路線用大型車はふそう車でほぼ統一された。1988年頃までの新製配置車は長尺車が主流であった。
1988年、富士重工業製5E型ボディを架装したいすゞ製大型路線車（P-LV314N、よ131）が1台のみ導入され、2000年まで在籍し異彩を放っていた。なお、当時は神奈川中央交通でも富士5E車体架装のいすゞ製大型路線車を複数導入しており、他の営業所にも配置されていた。
2008年1月、横浜営業所では初となる西日本車体工業製ボディのエアロスターSが新車納入された。
2014年2月、戸塚営業所から中型長尺車のエアロミディSが1台転入した。2015年4月に貸切登録へ改番されたが、2016年3月に元の社番（よ66）に復帰している。
2016年3月時点では、所属する一般路線車は全て三菱ふそう車であり、そのほとんどが大型車である。横浜営業所管内では、高台の団地・住宅地への路線が多く大型車が入れる道路が整備されており、コミュニティバスも受託していないことから小型車の配置はない。
高速・観光車については、かつては夜行高速バス用の車両が配置されていたが、高速バスの湘南神奈交バスへの移管に伴い、車両も湘南神奈交バス平塚営業所へ転属した。
また特定輸送用に、三菱ふそう・エアロミディMK（鎌倉カントリークラブ送迎車など）、いすゞ・ガーラミオ（横浜市立東俣野特別支援学校スクールバス）、三菱ふそう・ローザ（幼児バス、湯快爽快たや・パチンコスクランブルたや送迎バス）などが在籍する。